# Coppa del Brasile 2022 (pallavolo maschile)
La Coppa del Brasile 2022 si è svolta dal 19 gennaio al 28 gennaio 2022: al torneo hanno partecipato otto squadre di club brasiliane e la vittoria finale è andata per la prima volta al Minas.

## Regolamento

### Formula
Le squadre hanno disputato quarti di finale in gara unica, accoppiate col metodo della serpentina e in casa delle quattro formazioni meglio classificate al termine del girone di andata di Superliga Série A 2021-22; le formazioni vincenti hanno poi disputato una final-4, con semifinali e finale in gara unica.

### Criteri di classifica
Se il risultato finale è stato di 3-0 o 3-1 sono stati assegnati 3 punti alla squadra vincente e 0 a quella sconfitta, se il risultato finale è stato di 3-2 sono stati assegnati 2 punti alla squadra vincente e 1 a quella sconfitta.
Per determinare la classifica dalla 5ª all'8ª posizione e dalla 3ª alla 4ª posizione, si tiene conto del numero di punti ottenuto rispettivamente dalle quattro formazioni eliminate ai quarti di finale e dalle due formazioni eliminate nelle semifinali durante la fase di qualificazione (i quarti di finale). In caso di parità, l'ordine del posizionamento in classifica è stato definito in base all'indice tecnico, i cui criteri sono:
- Punti;
- Ratio dei set vinti/persi;
- Ratio dei punti realizzati/subiti.
- Scontro diretto;
- Sorteggio[2].

In caso di walkover, la formazione qualificata al turno successivo è considerata vincitrice per 3-0 (25-0, 25-0, 25-0).

## Squadre partecipanti
| Squadra         | Qualificazione                                      |
| --------------- | --------------------------------------------------- |
| Amigos do Vôlei | 7ª al girone di andata di Superliga Série A 2021-22 |
| APAN            | 6ª al girone di andata di Superliga Série A 2021-22 |
| BVC             | 3ª al girone di andata di Superliga Série A 2021-22 |
| Funvic          | 8ª al girone di andata di Superliga Série A 2021-22 |
| Índios Guarus   | 5ª al girone di andata di Superliga Série A 2021-22 |
| Minas           | 1ª al girone di andata di Superliga Série A 2021-22 |
| Sada            | 2ª al girone di andata di Superliga Série A 2021-22 |
| Sesi            | 4ª al girone di andata di Superliga Série A 2021-22 |

## Torneo

### Tabellone
|  | Quarti di finale | Quarti di finale | Quarti di finale |   |      | Semifinali | Semifinali    | Semifinali |  |   | Finale | Finale | Finale |
|  |                  |                  |                  |   |      |            |               |            |  |   |        |        |        |
|  | 1                | Minas            | 3                |   |      |            |               |            |  |   |        |        |        |
|  | 1                | Minas            | 3                |   |      |            |               |            |  |   |        |        |        |
|  | 8                | Funvic           | 1                |   |      |            |               |            |  |   |        |        |        |
|  | 8                | Funvic           | 1                |   | 1    | Minas      | 3             |            |  |   |        |        |        |
|  |                  |                  |                  |   | 1    | Minas      | 3             |            |  |   |        |        |        |
|  |                  |                  |                  |   |      | 5          | Índios Guarus | 1          |  |   |        |        |        |
|  | 4                | Sesi             | 2                |   |      | 5          | Índios Guarus | 1          |  |   |        |        |        |
|  | 4                | Sesi             | 2                |   |      |            |               |            |  |   |        |        |        |
|  | 5                | Índios Guarus    | 3                |   |      |            |               |            |  |   |        |        |        |
|  | 5                | Índios Guarus    | 3                |   |      |            |               |            |  | 1 | Minas  | 3      |        |
|  |                  |                  |                  |   |      |            |               |            |  | 1 | Minas  | 3      |        |
|  |                  |                  |                  |   |      |            |               |            |  |   | 3      | BVC    | 0      |
|  | 2                | Sada             | w/o              |   |      |            |               |            |  |   | 3      | BVC    | 0      |
|  | 2                | Sada             | w/o              |   |      |            |               |            |  |   |        |        |        |
|  | 7                | Amigos do Vôlei  |                  |   |      |            |               |            |  |   |        |        |        |
|  | 7                | Amigos do Vôlei  |                  | 2 | Sada | 2          |               |            |  |   |        |        |        |
|  |                  |                  |                  | 2 | Sada | 2          |               |            |  |   |        |        |        |
|  |                  |                  |                  |   |      | 3          | BVC           | 3          |  |   |        |        |        |
|  | 3                | BVC              | 3                |   |      | 3          | BVC           | 3          |  |   |        |        |        |
|  | 3                | BVC              | 3                |   |      |            |               |            |  |   |        |        |        |
|  | 6                | APAN             | 0                |   |      |            |               |            |  |   |        |        |        |
|  | 6                | APAN             | 0                |   |      |            |               |            |  |   |        |        |        |

### Risultati

#### Quarti di finale
| 19 gennaio 2022 Arena Juscelino Kubitschek, Belo Horizonte Durata: ? - Spettatori: ?  | Minas | 3 - 1 | Funvic          | 23-25, 25-15, 25-21, 25-21        |
| 20 gennaio 2022 Ginásio Marcello de Castro Leite, San Paolo Durata: ? - Spettatori: ? | Sesi  | 2 - 3 | Índios Guarus   | 25-19, 18-25, 20-25, 25-21, 11-15 |
| 20 gennaio 2022 Ginásio Poliesportivo do Riacho, Contagem Durata: ? - Spettatori: ?   | Sada  | 3 - 0 | Amigos do Vôlei | Walkover                          |
| 19 gennaio 2022 Ginásio Alberto Pereira, Campinas Durata: ? - Spettatori: ?           | BVC   | 3 - 0 | APAN            | 25-17, 25-20, 25-21               |

#### Semifinali
| 27 gennaio 2022 Ginásio Sebastião Cruz, Blumenau Durata: ? - Spettatori: ? | Minas | 3 - 1 | Índios Guarus | 25-19, 25-12, 21-25, 25-22        |
| 27 gennaio 2022 Ginásio Sebastião Cruz, Blumenau Durata: ? - Spettatori: ? | Sada  | 2 - 3 | BVC           | 21-25, 25-27, 27-25, 27-25, 13-15 |

#### Finale
| 28 gennaio 2022 Ginásio Sebastião Cruz, Blumenau Durata: ? - Spettatori: ? | Minas | 3 - 0 | BVC | 25-18, 25-15, 25-21 |

## Classifica finale
| Pos | Squadre         |
| --- | --------------- |
| 1   | Minas           |
| 2   | BVC             |
| 3   | Sada            |
| 4   | Índios Guarus   |
| 5   | Sesi            |
| 6   | Funvic          |
| 7   | APAN            |
| 8   | Amigos do Vôlei |